# Kompass Karten

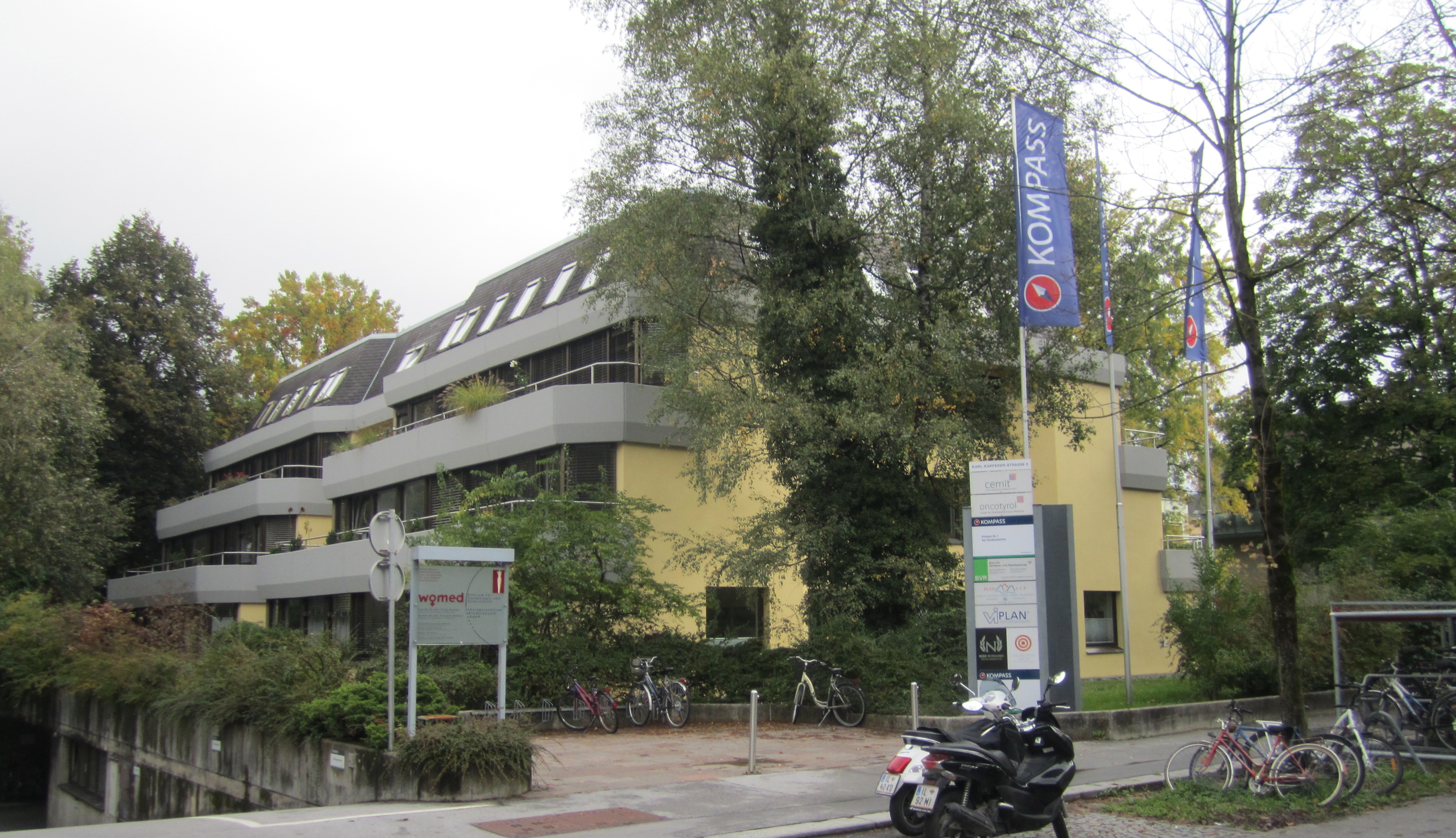
Verlagssitz in Innsbruck

Die Kompass Karten GmbH ist ein österreichischer Karten-Verlag aus Innsbruck, der auf Wanderkarten, Wanderführer, digitale Karten, Radkarten und Radführer und auch auf entsprechende digitale Routenplanung spezialisiert ist. Das Programm beträgt über 1.300 Titel.

## Geschichte

Historisches Logo

Der Verlag wurde im Dezember 1953 von Heinz Fleischmann unter dem Namen Fleischmann KG – KOMPASS Karten in Bayern gegründet. 1968 wurde Mairs Geografischer Verlag Teilhaber im Unternehmen, das nun den Namen Fleischmann & Mair GmbH trug. 1996 wurde der Verlag eine Tochter der Verlagsgruppe MairDumont und der Unternehmensname wurde in Kompass Karten GmbH geändert. Seit 2002 gehört der Tiroler Wanderkartenverlag Walter Mayr zur KOMPASS Karten GmbH.
Das Unternehmen machte 2011 einen Umsatz von rund 12 Mio. Euro.

## Produkte
KOMPASS hat etwa 1300 Verlagstitel im Programm, davon 700 Wander-, Fahrrad- und Skitourenkarten.
Die knapp 500 herausgegebenen Wanderkarten decken die Wandergebiete von Österreich, Südtirol, Deutschland, den Balearen und den Kanarischen Inseln ab. Wandergebiete im restlichen Italien, den Schweizer Alpen, Tschechien und der Slowakei sind teilweise erfasst. Die Karten sind meist in den Maßstäben 1:25.000 oder 1:50.000, mit hervorgehobenen Wanderwegen und zusätzlichen touristischen Informationen erhältlich. Die neue Generation der Wanderkarten ist mit einem Koordinatennetz für die GPS-Navigation versehen. Seit Mitte 2011 werden nach und nach wetter- und reißfeste Karten gedruckt – vorhandene Karten werden dadurch ersetzt.
Der KOMPASS-Verlag hat knapp fünfzig digitale Karten im Sortiment, wobei das komplette Österreich, einige Wandergebiete in Deutschland, Südtirol, die Kanarischen Inseln, die Balearen sowie Malta und Elba erschienen sind. Die digitalen Karten sind auf PDAs und Mobiltelefonen mit Java-Technologie für die Outdoor-Navigation nutzbar. Das Kartenmaterial besteht im Maßstab 1:50.000 und ist bis zum Maßstab 1:10.000 zoombar.
Seit 2009 gibt es eine Fahrradkarten-Serie im Maßstab 1:70.000 am Markt. 2011 erschien eine Fahrradführer-Serie. Beide Serien sind auf reiß- und wetterfestem Papier gedruckt.
Der Verlag veröffentlicht auch Wanderatlanten, Naturführer, Panoramen, Kochbücher und Skitourenführer.

## Auszeichnungen
- Im Mai 2007 wurde dem KOMPASS Verlag das Tiroler Landeswappen verliehen.
- Im März 2008 wurden die 3D Outdoor-Karten von KOMPASS als beste Touristische Kartografie mit dem ITB Award 2008 ausgezeichnet.
- Im März 2010 erhielt die Wanderkarten-Serie von KOMPASS den ersten Platz auf der ITB in Berlin.
- 2012 wurde die KOMPASS Fahrradführer-Serie auf der ITB in der Kategorie „Radfahren, Kartografie“ mit dem ITB BuchAward ausgezeichnet.
- 2020 Auszeichnung vom Hauptverband des Österreichischen Buchhandels als "Eines der schönsten Bücher Österreichs" für das Buch: Dein Augenblick Tirol[3]